# 2183 Neufang
2183 Neufang (1959 OB) là một tiểu hành tinh vành đai chính được phát hiện ngày 26 tháng 7 năm 1959 bởi C. Hoffmeister ở Bloemfontein.